# Spinngrenze
Die Spinngrenze oder Ausspinngrenze ist ein Begriff aus der Spinnereitechnik und Garnherstellung. Sie bezeichnet die maximal spinntechnisch erreichbare Garnfeinheit; die feinste, technisch mögliche Ausspinnung. Durch die Berechnung der Spinngrenze können schon im Vorfeld der Produktion Abschätzungen zu den Produktions- und Materialeigenschaften eines Garnes getroffen werden. Die Spinngrenze ist abhängig vom Spinnverfahren, dem Fasertyp und der Anzahl der Fasern im Garnquerschnitt. Je weniger Fasern im Querschnitt eines Garns vorhanden sind bzw. je näher an der rechnerischen Spinngrenze gearbeitet wird, desto schlechter werden voraussichtlich seine technischen Eigenschaften. Die Garn-Ungleichmäßigkeit nimmt Richtung Spinngrenze zu.